# Friedhofskreuz (Bonzac)

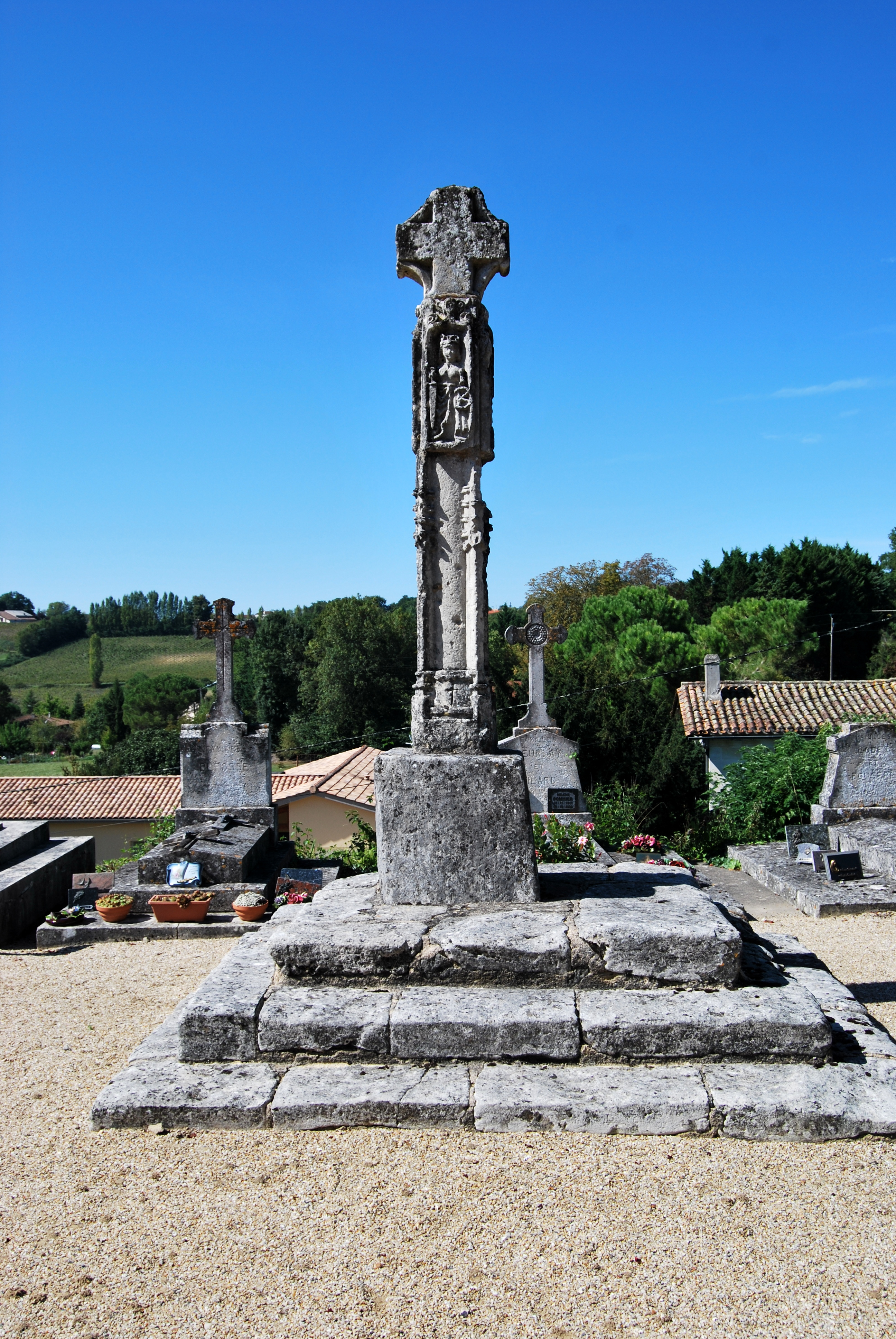
Friedhofskreuz in Bonzac

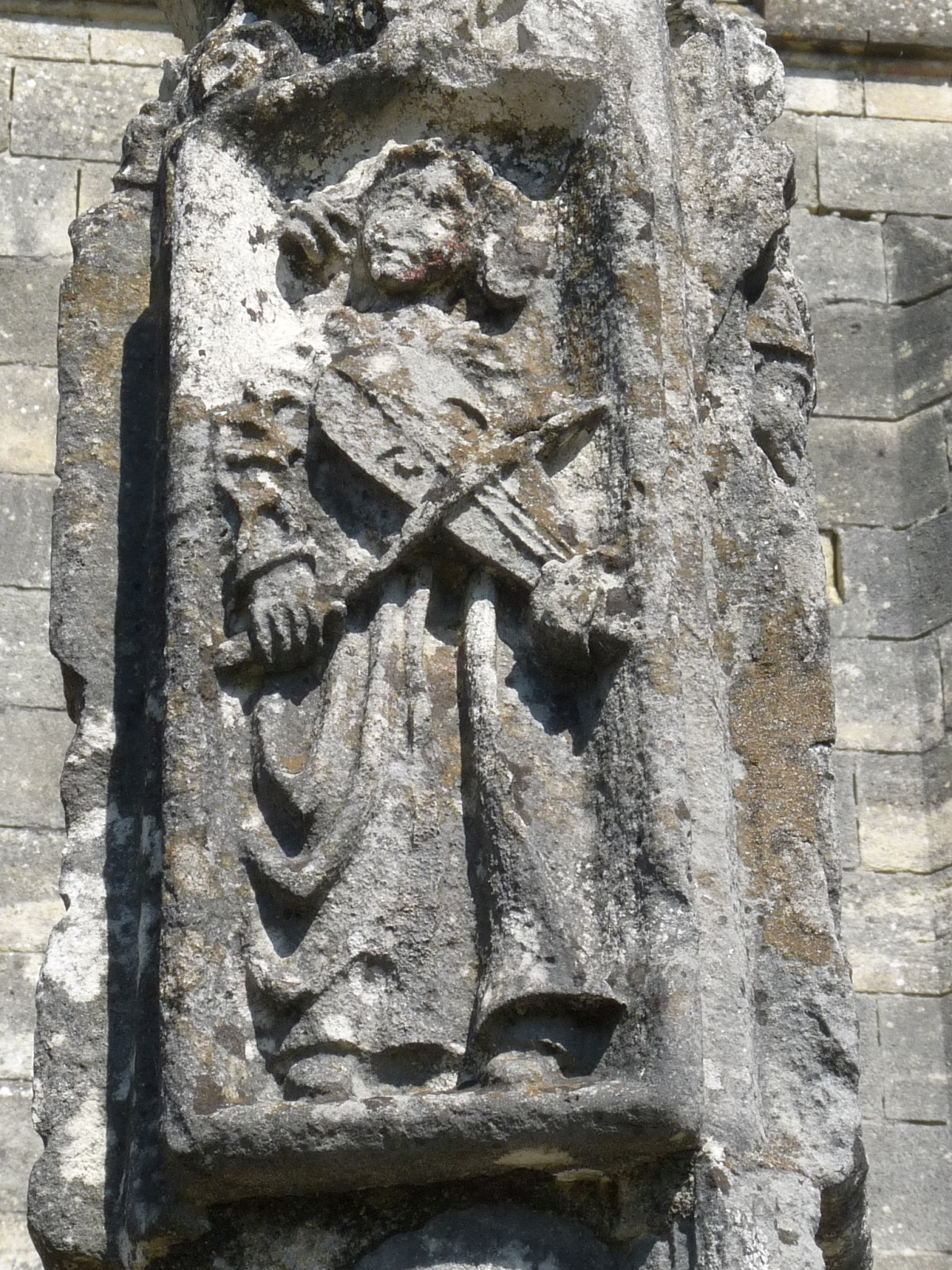
Relief am Schaft

Das  Friedhofskreuz in Bonzac, einer französischen Gemeinde im Département Gironde in der Region Nouvelle-Aquitaine, wurde im 16. Jahrhundert errichtet. Im Jahr 1905 wurde das Kreuz als Monument historique in die Liste der Baudenkmäler in Frankreich aufgenommen.
Auf einem dreistufigen Sockel steht auf einer Basis der rechteckige Schaft, auf dem das Kreuz angebracht ist. Am Schaft sind gotische Architekturdetails angebracht.